# Rugby World Cup 2011
Rugby World Cup 2011 è un videogioco di rugby per Xbox 360 e PlayStation 3, uscito nell'estate 2011 e sviluppato da HB Studios, The Rugby Forum e 505 Games, i quali hanno unito le forze per lo sviluppo del gioco.

## Dettagli
È il primo videogioco di rugby sviluppato per le console di settima generazione, infatti l'ultimo videogioco di rugby union sviluppato è stato Rugby 08 per PlayStation 2. HB Studios ha pubblicato notizie ed aggiornamenti riguardanti lo sviluppo del gioco tramite il forum The Rugby Forum che è stato scelto dagli stessi sviluppatori come mezzo di comunicazione con i futuri acquirenti del prodotto, in modo da poter ricevere utili informazioni e consigli. Inoltre Rugby World Cup 2011 è il primo videogioco rugbistico a supportare il multiplayer online.

## Team
HB Studios ha annunciato la presenza nel gioco di 20 squadre nazionali tra cui poter scegliere. Tutte le squadre hanno licenza completa, ad eccezione di All Blacks e Wallabies, anche se comunque sarà possibile sceglierle senza licenza ufficiale.

## Accoglienza
La rivista Play Generation diede alla versione per PlayStation 3 un punteggio di 69/100, trovandola una simulazione discreta per tutti gli appassionati di rugby, tuttavia era in inglese e mancava di spettacolarità.